# アーダム・アフセリウス

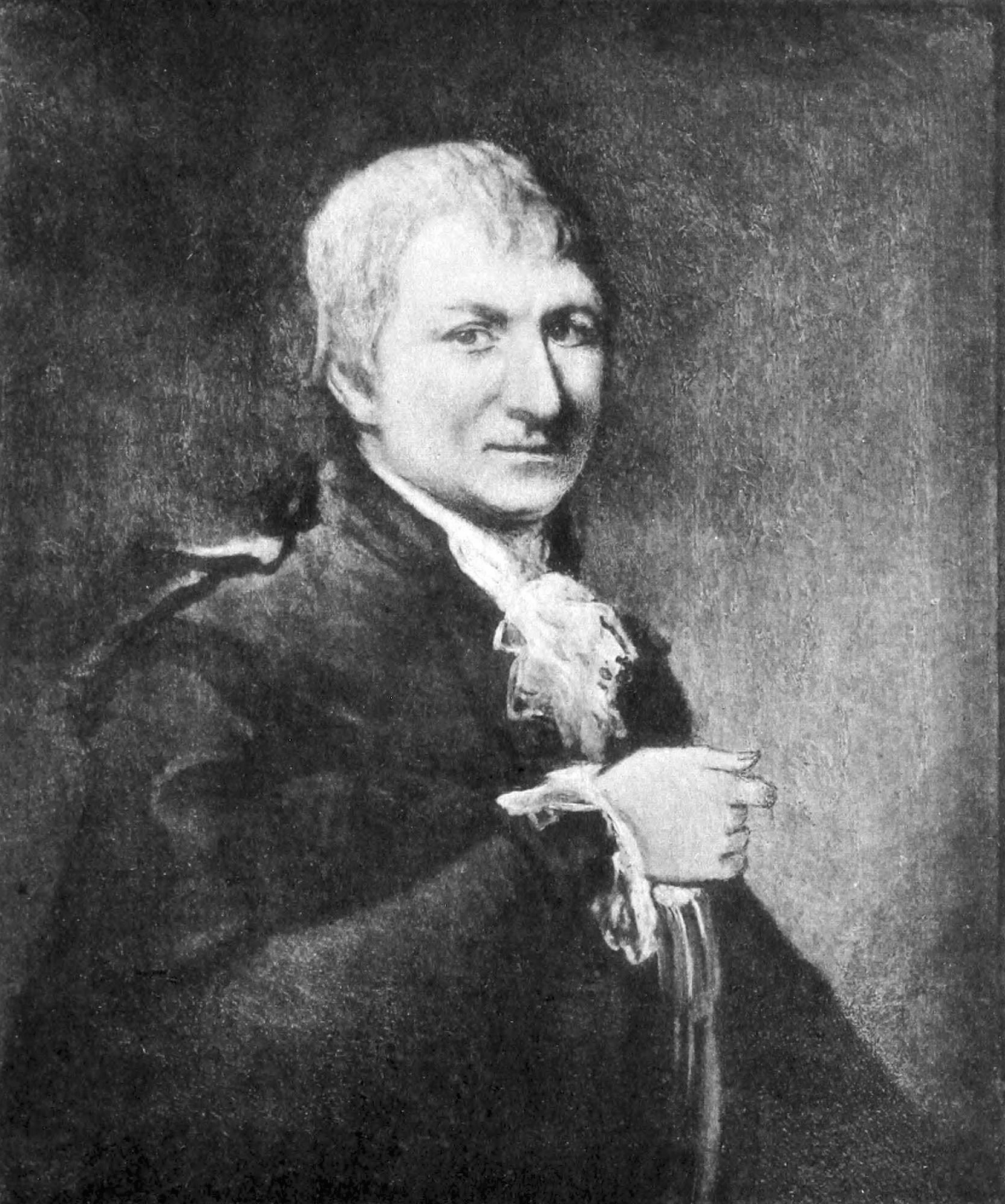
Adam Afzelius 1750-1837.

アーダム・アフセリウス（Adam Afzelius、1750年10月8日 - 1837年1月20日）は、スウェーデンの植物学者である。「リンネの使徒たち」と呼ばれる世界各国で植物の収集を行った一人で、西アフリカで働いた。

## 生涯
ヴェステルイェートランド地方のLarvに生まれた。1768年からウプサラ大学で学び、1777年に東洋言語の講師になった。博物学に興味を持ち、リンネの有望な弟子の一人となり1785年に植物学の助手となった。1789年にイギリスに渡り、植物学を学んだ。イギリスの外交団とともに清国へゆくことを断った後、1791年にイギリス領のシエラレオネに渡るが、健康を害し、1793年にロンドンに戻った。1794年に再びシエラレオネに渡った。数ヶ月の滞在の後、フランス軍の攻撃で収集した標本と私財を失うが、ロンドンの友人の支援で、アフリカ西海岸の調査旅行を続けた。1796年に多くの標本とともにイギリスに戻った。しばらくスウェーデン外交団のために働いた後1799年にスウェーデンに戻った。ウプサラ大学に戻り、1812年に薬草学の非常勤教授となった。1823年にリンネの伝記を書いたことで知られる。
マメ科の広葉樹の属名アフゼリア(Afzelia)に献名されている。

## 著書
- Genera plantarum guineensium. Uppsala 1804.
- Stirpium in Guinea medicinalium species novae. Uppsala 1818.
- Stirpium in Guinea medicinalium species cognitae. Uppsala 1825.
- Afzelius gab die Autobiographie Linnés heraus (deutsch, Berlin 1826)